# تل علو الأولى
تل علو الأولى قرية سورية تتبع ناحية اليعربية في منطقة المالكية التابعة لمحافظة الحسكة. بلغ عدد سكانها 631 نسمة عام 2004.
تقع على بعد 27 كم تقريبا إلى الغرب من مدينة اليعربية.